# Юпитероподобна планета
Името Юпитероподобна планета се отнася до четирите газови гиганти в Слънчевата система – Юпитер, Сатурн, Уран и Нептун. Терминът произхожда от името на бога от римската митология Зевс, известен още като Юпитер. Първоначално термина е подчертвал приликата на Юпитер с останалите планети от групата, но впоследствие губи част от първоначалния си смисъл след откриване на значителни разлики в строежа на Юпитер и Сатурн от една страна които са изградени предимно от водород и хелий и Уран и Нептун от друга страна които са изградени предимно от ледове и скали. За Уран и Нептун се използва термина „Ураноподобна планета“ или алтернативно „леден гигант“.
С откриването на многобройни масивни екзопланети терминът „Юпитероподобна планета“ се използва в качеството на планета с маса сравнима с тази на Юпитер. Някои от тези планети обаче са с размери много по-големи от тези на Юпитер и се намират на близка орбита до тяхната звезда (известни още като „горещи Юпитери“), което предполага различен строеж и начин на образуване спрямо юпитероподобните планети в Слънчевата система.